# Vicentina

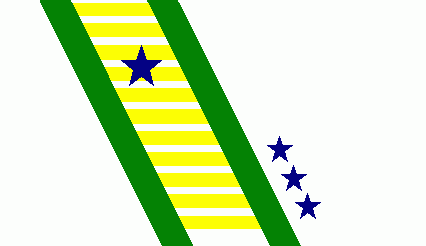
Bandera de Vicentina.

Vicentina es un pequeño municipio brasileño ubicado en el centro del estado de Mato Grosso do Sul, fue fundado el 8 de diciembre de 1952.
Situado a una altitud de 368 m s. n. m., posee una población de 5.783 habitantes y una superficie de 310 km², dista de 252 kilómetros de la capital estatal Campo Grande.